# 山崎奈々
山崎 奈々（やまざき なな、1994年10月13日 - ）は、日本の女優。
大阪府出身。グレースに所属していた。
配信アプリPocochaでライバーをしている。配信事務所livelaboに所属している。血液型O型。

## 出演

### テレビ番組
- にこいち 〜スーパースター友情列伝〜（朝日放送）
- ドラマコンプレックス『ヘレンときよしの物語』 - 西川かの子 役（2006年8月29日、日本テレビ）
- 芋たこなんきん（2006 - 2007年、NHK）花岡町子（少女時代）、北村良美（町子の姪） 役

### CM
- イズミヤ
- 小僧寿し

### 映画
- 夕凪にこだまする（2007年）国方涼果 役

### ラジオ
- 新世界行こか!（2007年、NHK-FM）当（あたり）役

### イベント
- びわ湖開き（2007年）[1]